# 101년

## 연호
- 후한(後漢) 영원(永元) 13년

## 기년
- 후한(後漢) 화제(和帝) 13년
- 신라(新羅) 파사 이사금(婆娑泥師今) 22년
- 고구려(高句麗) 태조대왕(太祖大王) 49년
- 백제(百濟) 기루왕(己婁王) 25년

## 사건
- 음력 2월, 신라는 성을 쌓아 월성(月城)이라 이름지었다. 음력 7월에 왕이 월성으로 이사하였다.

## 사망
- 클레멘스 1세

## 참고 문헌
- 김부식 (1145), 《삼국사기》 <신라본기 제1권 파사 이사금 條>